# Slip It In
Slip It In – szósta płyta zespołu Black Flag, wydana w grudniu 1984 roku przez firmę SST Records.

## Lista utworów
1. Slip It In – 6:17
2. Black Coffee – 4:53
3. Wound Up – 4:17
4. Rat's Eyes – 3:57
5. Obliteration – 5:51
6. The Bars – 4:20
7. My Ghetto – 2:02
8. You're Not Evil – 7:00

## Muzycy
- Henry Rollins – wokal
- Greg Ginn – gitara
- Kira Roessler – gitara basowa
- Bill Stevenson – perkusja
- Davo Claassen – wokale
- Suzi Gardner – wokale
- Chuck Dukowski – krzyki w You're Not Evil
- Spot – producent